# Liste des maires de Montigny-lès-Cormeilles
Cet article dresse une liste par ordre de mandat des maires de Montigny-lès-Cormeilles, commune française située dans le département du Val-d'Oise en région Île-de-France.